# Institutionnalisme historique
L'institutionnalisme historique est une approche pour l'étude des institutions politiques qui se distingue des autres sciences sociales par plusieurs aspects :
- son attention sur les questions empiriques ;
- son orientation historique ;
- sa focalisation sur la façon dont les institutions structurent le paysage politique.

Le terme n’apparaît réellement que dans les années 1990.

## Origines historiques
Sven Steinmo affirme que l'institutionnalisme historique est aussi vieux que l'étude des politiques. Selon lui, des hommes comme Platon, Aristote ou encore Locke, Hobbes et James Madison avaient compris l'importance de l'histoire institutionnelle.
- Dans La République, Platon compare différentes formes de gouvernement et tente de comprendre comment les institutions façonnent le comportement politique.
- Aristote examine dans La Politique les structures institutionnelles car, selon lui, ce sont elles qui modèlent les incitations politiques et les valeurs normatives.

Au début du XIXe et du XXe siècle, lorsque les sciences sociales émergent, les penseurs européens et américains envisagent l'institutionnalisme selon le rapport entre la constitution et le comportement politique. À cette époque, on demande aux étudiants de créer des constitutions parfaites...
Cependant, l'échec de la République de Weimar (jugée idéale) et la montée des régimes totalitaires vont porter le discrédit sur cette discipline, jugée comme n'étant pas assez scientifique. Afin d'être plus "rigoureux et quantitatif", la science sociale s'éloigne de l'analyse historique et de la "description épaisse". Pour beaucoup, il faut compléter l'analyse purement historique par des propositions expérimentales. Cela mène à l'apparition du "béhaviorisme" dont les membres traitent les cas comme des ensembles de valeurs sur des variables.
Sans nier nécessairement le but de la science sociale en tant que science, beaucoup ont continué à s'intéresser à l'analyse au niveau méso. Déçu et ennuyé par l'approche technique du comportementalisme, de nombreux politologues ont continué à s'intéresser aux résultats du monde réel. C'est là que l'institutionnalisme historique est né.

## Évolution de l'institutionnalisme
Dans les années 1980, au moins trois méthodes d'analyse, qui revendiquent toutes le titre de "néoinstitutionnalisme", sont apparues : le choix rationnel, l'institutionnalisme sociologique et l'institutionnalisme historique.
Ces différentes méthodes sont nées en réaction aux perspectives behavioristes des années 1960 et 1970 ; elles cherchent à élucider le rôle joué par les institutions dans la détermination des résultats sociaux et politiques.

### L'école du choix rationnel
Cette école soutient que les êtres humains sont des individualistes rationnels qui calculent les coûts et les avantages dans les choix auxquels ils font face. Les institutionnalistes du choix rationnel pensent que les institutions sont importantes parce qu'elles encadrent le comportement stratégique de l'individu. Ils croient que les gens suivent les règles parce que les hommes sont des acteurs stratégiques qui veulent maximiser leur gain personnel ou individuel.

### L'école sociologique
Les tenants de cette école considèrent les hommes comme des êtres fondamentalement sociaux. De ce point de vue, les humains ne sont ni aussi égoïstes, ni aussi rationnels que le voulait l'école du choix rationnel (March et Olsen, 1989), mais sont des "satisfaisants" qui agissent par habitude. Pour les sociologues, les institutions encadrent la façon même dont les gens voient leur monde et ne sont pas seulement des règles dans lesquelles ils essaient de travailler.
Plutôt que de suivre des règles pour maximiser leur intérêt, les institutionnalistes sociologues pensent que les humains suivent généralement une logique d'appropriation, c'est-à-dire qu'ils se posent des questions telles que "Que dois-je faire ? Qu'est-ce qui est approprié ?". Selon ce point de vue, les institutions importantes (les règles) sont des normes sociales qui régissent la vie quotidienne et l'interaction sociale.

### L'école historique
Les membres de l'école historique se situent entre ces deux points de vue. Pour eux, les êtres humains sont à la fois des adeptes des règles normatives et des acteurs rationnels intéressés par leur propre intérêt. La façon de se comporter dépend de l'individu, du contexte et de la règle. Si ces trois variables sont importantes dans les situations de choix, alors il ne peut y avoir de moyen a priori de savoir ce que l'on devrait étudier lorsqu'on essaie d'expliquer les résultats politiques. Un institutionnaliste historien ne croit pas que les hommes sont de simples adeptes des règles ou qu'ils ne sont que des acteurs stratégiques. Il peut même être plutôt agnostique face à ces problèmes. Ce que le chercheur veut savoir, c'est pourquoi un certain choix a été fait et/ou pourquoi un certain résultat s'est produit. Très probablement, tout résultat politique significatif est mieux compris comme un produit du suivi des règles et de la maximisation de l'intérêt.
Ce courant s'est développé en réaction à l'analyse politique en termes de groupes en politique et au structuro-fonctionnalisme qui dominaient la science politique des années 1960 et 1970.
Pour eux, les institutions sont les procédures, protocoles, normes et conventions officiels et officieux inhérents à la structure organisationnelle de la communauté politique ou de l'économie politique.